# Шарл дьо Ноай
Артюр Ан Мари Шарл дьо Ноай (на френски: Arthur Anne Marie Charles de Noailles) е френски виконт и меценат.
Роден е на 26 септември 1891 година в Париж в семейството на принц Франсоа Жозеф Йожен Наполеон дьо Ноай от рода Ноай. През 1923 година се жени за Мари-Лор Бишофсхайм и двамата стават известни спонсори на авангардното изкуство. Те финансират няколко филма – „Les Mystères du Château de Dé“ (1929) на Ман Рей, „Кръвта на поета“ („Le sang d'un poète“, 1930) на Жан Кокто, „Златният век“ („L'Âge d'or“, 1930) на Луис Бунюел, както и работи на художници и композитори, като Салвадор Дали и Франсис Пуленк.
Шарл дьо Ноай умира на 28 април 1981 година в Грас.